# Record Collection (album Marka Ronsona)
Record Collection – trzeci album Marka Ronsona wydany 27 września 2010. Album został wydany pod szyldem Mark Ronson & The Business Intl..

## Single
1. "Bang Bang Bang" – 11 czerwca 2010, #6 UK
2. "The Bike Song" – 19 września 2010
3. "Somebody to Love Me" – 29 grudnia 2010

## Lista utworów
| Nr | Tytuł                                                                 | Autorzy | Długość |
| -- | --------------------------------------------------------------------- | --- | ------- |
| 1  | Bang Bang Bang (featuring Q-Tip i MNDR)                               | Amanda Warner, Kamaal Fareed, Nick Hodgson, Mark Ronson, Alex Greenwald, Homer Steinweiss, Peter Wade Keusch              | 3:53    |
| 2  | Lose It (In the End) (featuring Ghostface Killah i Alex Greenwald)    | Jonathan Pierce, Dennis Coles, Alex Greenwald, Nick Movshon, Mark Ronson                                                  | 2:25    |
| 3  | The Bike Song (featuring Kyle Falconer i Spank Rock)                  | Dave McCabe, Naeem Juwan Hanks, Homer Steinweiss, Victor Axelrod, Thomas Brenneck, Mark Ronson                            | 4:25    |
| 4  | Somebody to Love Me (featuring Boy George i Andrew Wyatt)             | Anthony Rossomando, Andrew Wyatt, Mark Ronson, Cathy Dennis, Alex Greenwald, Jason Sellards, Keinan Warsame, Nick Movshon | 4:58    |
| 5  | You Gave Me Nothing (featuring Rose Elinor Dougall i Andrew Wyatt)    | Mark Ronson, Jonathan Pierce                                                                                              | 4:00    |
| 6  | The Colour of Crumar                                                  | Mark Ronson | 1:28    |
| 7  | Glass Mountain Trust (featuring D'Angelo)                             | Michael Archer, Anthony Rossomando, Mark Ronson                                                                           | 3:46    |
| 8  | Circuit Breaker                                                       | Mark Ronson, Alex Greenwald, Shimon Nolfo                                                                                 | 4:24    |
| 9  | Introducing the Business (featuring Pill i London Gay Men's Chorus)   | Tyrone Rivers, Alex Greenwald, Mark Ronson, Victor Axelrod, Thomas Brenneck                                               | 3:42    |
| 10 | Record Collection (featuring Simon Le Bon i Wiley)                    | Nick Hodgson, Richard Kylea Cowie, Alex Greenwald, Mark Ronson                                                            | 3:49    |
| 11 | Selector                                                              | Mark Ronson, Alex Greenwald                                                                                               | 1:06    |
| 12 | Hey Boy (featuring Rose Elinor Dougall i Theophilus London)           | Kai Fish, Theophilus London III                                                                                           | 3:34    |
| 13 | Missing Words                                                         | Mark Ronson, Alex Greenwald, Nick Movshon                                                                                 | 1:29    |
| 14 | The Night Last Night (featuring Rose Elinor Dougall i Alex Greenwald) | Rose Elinor Dougall, Charles Waller, Alex Greenwald                                                                       | 4:24    |